# Station Stubbekøbing
Station Stubbekøbing was een station in Stubbekøbing, Denemarken. Het station werd geopend op 26 mei 1911.